# Wikipedia în malaieză
Wikipedia în malaieză (în malaieză: Wikipedia Bahasa Melayu, alfabetul jawi: ويکيڤيديا بهاس ملايو) este versiunea în limba malaieză a Wikipediei, și se află în prezent pe locul 25 în topul Wikipediilor, după numărul de articole.  În prezent are peste 260 000 de articole.